# 许霆恶意取款案
许霆恶意取款案，又称许霆案，发生于2007年、2008年判决的中国广州的一桩刑事案件。山西人许霆利用银行的自动柜员机发生故障，恶意取款17.5万元人民币，广州市中级人民法院以盜竊罪判处其无期徒刑，经上诉后改判为有期徒刑五年。

## 当事人
许霆，1983年3月21日出生于山西临汾，高中学历，案发时在广东省广州市粤华物业有限公司做保安员。

## 过程
2006年4月21日晚10时，时任广东省广州市粤华物业有限公司保安员的许霆，在广州天河区黄埔大道西广州市商业银行的ATM取款。发现每取出1000元，银行卡只扣1元后，许连续取款5.4万元。当晚许霆将此事告诉友人郭安山，两人再次前往提款。之后反复操作多次。许先后取款171笔，合计17.5万元；郭则取款1.8万元，事后二人各携款潜逃。同年11月7日郭向公安机关投案自首，并退还1.8万元。经法院审理后，以盗窃罪对郭判处有期徒刑一年，并处罚金1000元。到2007年5月许霆在陕西宝鸡被警方抓获，17.5万元款项因投资失败而无法追回。

## 审理
2007年11月20日，广东省广州市中级人民法院以盗窃罪判处许霆无期徒刑，剥夺政治权利终身，并处没收个人全部财产；及追缴17.5万元发还广州市商业银行。一审后被告人不服提出上诉，2008年1月16日广东省高级人民法院以“事实不清，证据不足”为由，发回广州市中级人民法院重新审理。在一审作出判决后，引起多方关注。不少法律工作者认为裁决结果过重，因为银行方面也有过错；甚至有人认为许的行为只是不当得利，没有主动恶性犯罪，不应追究刑事责任，只承担民事责任。一位广州律师就该案上书全国人大法工委，希望其能够对类似行为做出专门的司法解释。
2008年3月31日，广州市中級人民法院刑事审判二庭甘正培庭长作出重審的一審判決，由無期徒刑改判有期徒刑5年及罰金20,000元人民幣，許霆家人表示會上訴。是次審判，法院鮮有地開放予國內外傳媒在場採訪。
2008年，广东省高级人民法院对许霆被控盗窃罪一案作出刑事裁定，维持了广州市中级人民法院的一审判决，并依法报请最高人民法院核准。
最高法组成合议庭，对该案进行复核后，认定第一审判决、第二审裁定认定的事实清楚，证据确实、充分，定罪准确，量刑适当，审判程序合法。于2008年8月20日作出核准裁定。

## 提前出狱
许霆在狱中服刑三年两个月零八天後的2010年7月30日上午假释出狱。法院裁定书显示，许霆假释的原因是服刑期间有悔改表现，积极改造且缴纳了罚金。事实是，其母趁其父外出不在期间，偷偷缴纳了罚金。至今其父依然坚持许霆无罪。

## 后续
2013年5月，许霆向广东省高院递交申请，请求重审案件。7月3日，许霆到广州打印当时取款记录的正式账单并还掉部分款项。10月9日，许霆状告广州市商业银行“不履行告知义务”一案在广州市越秀区人民法院第一次开庭，主要针对庭前证据交换和观点阐述。